# San Isidro (Intibucá)
Pour les articles homonymes, voir San Isidro.
San Isidro est une municipalité du Honduras, située dans le département d'Intibucá.
Fondée en 1925, la municipalité de San Isidro comprend 3 villages et 20 hameaux.

## Crédit d'auteurs
- (es) Cet article est partiellement ou en totalité issu de l’article de Wikipédia en espagnol intitulé « San Isidro, Intibucá » (voir la liste des auteurs).